# L'autoestopista (La Dimensió Desconeguda)
"L'autoestopista" (títol original en anglès "The Hitch-Hiker") és el setzè episodi de la sèrie de televisió d'antologia La Dimensió Desconeguda. Es va emetre originalment el 22 de gener de 1960 a la cadena CBS. Es basa en l'obra radiofònica de Lucille Fletcher The Hitch-Hiker. Sovint apareix entre els millors episodis de la sèrie. Ha estat doblat al català i emès per TV3

## Narració d'obertura
| « | Es diu Nan Adams. Té vint-i-set anys. La seva ocupació: compradora en un gran magatzem de Nova York. Actualment de vacances, conduint a través del país fins a Los Angeles, Califòrnia des de Manhattan. | » |

La narració continua després del diàleg entre Nan i el mecànic.
| « | Incident menor a la carretera 11 a Pennsilvània. Potser, per ser arxivat sota "accidents dels quals t'allunyes". Però a partir d'aquest moment, la companya de Nan Adams en un viatge a Califòrnia serà el terror. La seva ruta: la por. La seva destinació: força desconeguda. | » |

## Argument

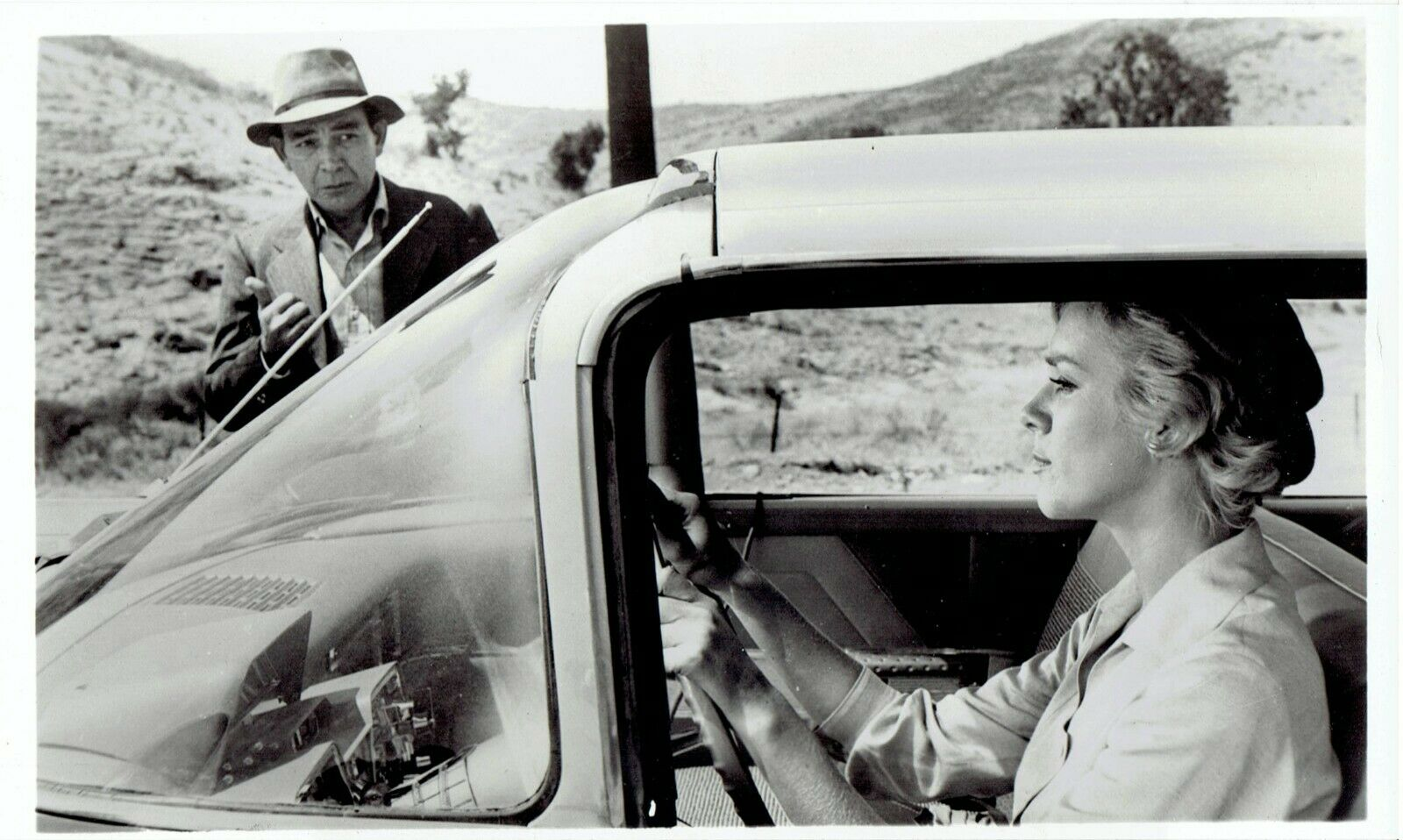
Strong i Stevens a "The Hitch-Hiker"

Nan Adams, en un viatge per carretera des de Nova York fins a Los Angeles, se li punxa un pneumàtic a U.S. Route 11 a Pennsilvània i sobreviu perdent el control del cotxe i derrapant cap a l'espatlla. El mecànic a qui ha trucat per venir a posar una roda de recanvi comenta que li sorprèn que hagi sobreviscut, dient que "no hauríeu d'haver trucat a un mecànic. Algú hauria d'haver trucat per un cotxe fúnebre". Li indica que el segueixi a la ciutat on li subministrarà un pneumàtic nou. Mentre condueix des del lloc de l'explosió, la Nan s'adona d'un home d'aspecte estrany que fa autoestop. Més tard, mentre es prepara per sortir de l'estació de servei de la ciutat, torna a veure aquest autoestopista, però el mecànic no el veu quan ho menciona. Desconcertada, se'n va. Mentre continua el seu viatge, la Nan veu el mateix autoestopista fent un passeig de nou a Virgínia i en diversos altres moments del seu viatge.
Cada cop li fa més por. Quan s'atura en un pas de ferrocarril per a un tren que ve en sentit contrari, l'home es troba a l'altre costat de les vies. Ella decideix avançar però el cotxe s'atura a les vies. Ella aconsegueix reiniciar el vehicle i retrocedir just quan passa el tren.
La Nan ara està convençuda que l'autoestopista està intentant matar-la. Continua conduint, cada cop té més por, aturant-se només quan cal. Cada vegada que s'atura, però, l'autoestopista és allà, sempre per davant d'ella.
Agafa una carretera secundaria a Nou Mèxic però es queda encallada quan es queda sense gasolina. Arriba a una benzinera a peu però està tancada; encara que ella desperta el propietari del llit, aquest es nega a reobrir i vendre-li gasolina a causa de l'hora tardana. Nan és sorpresa per un mariner que torna a San Diego des de la seva destinació. Amb ganes de protegir-se de l'autoestopista, s'ofereix a conduir el mariner fins al seu destí. Accepta amb molt de gust i convenç a l'encarregat de l'estació de subministrar gasolina. Mentre condueixen junts i discuteixen els seus problemes mutus, ella veu l'autoestopista a la carretera i es desvia cap a ell. El mariner, que no el veu, qüestiona la seva conducció; ella admet que estava intentant atropellar l'autoestopista. El mariner comença a témer per la seva seguretat i la deixa, malgrat els seus esforços perquè es quedi, arribant fins i tot a oferir-se sortir amb ell.
A Arizona, Nan s'atura per trucar a la seva mare a Manhattan, Nova York. La dona que respon al telèfon diu que la senyora Adams està a l'hospital, després d'haver patit una crisi nerviosa després d'assabentar-se que la seva filla, Nan, va morir a Pennsilvània fa sis dies quan el cotxe que conduïa va saltar un pneumàtic i va bolcar. Nan s'adona de la veritat: no va sobreviure a l'accident de Pennsilvània i l'autoestopista no és altre que la personificació de la mort, esperant pacientment i persistentment que s'adoni que ha estat morta durant tot el temps. Perd tota emoció, preocupació i se sent buida.
Nan torna al cotxe i es mira al mirall de cortesia de la visera. En lloc de la seva reflexió, veu l'autoestopista, que li diu: "Crec que vas...pel meu camí?"

## Notes de l'episodi

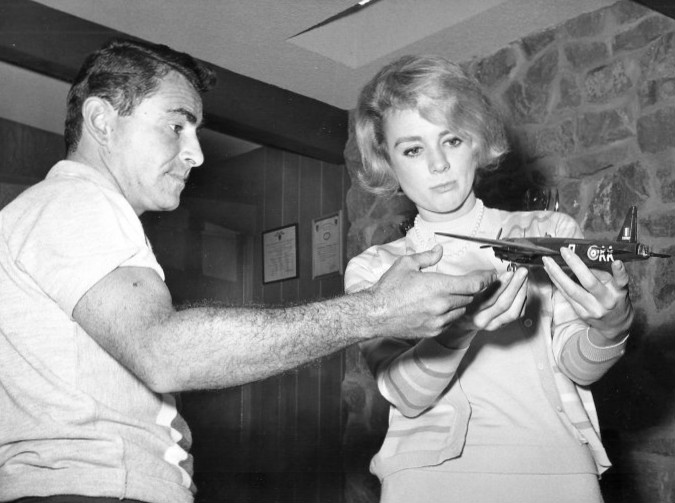
Rod Serling modelant un avió amb l'actriu Inger Stevens, 1960

## Narració de cloenda
| « | Nan Adams, vint-i-set anys. Anava amb cotxe cap a Califòrnia; a Los Angeles. Ella no ho va aconseguir. Hi va haver un desviament... per la Dimensió Desconeguda. | » |